# Niphosticta stigmagrapta
Niphosticta stigmagrapta là một loài bướm đêm trong họ Noctuidae.